# 林斯諺
林斯諺（1983年3月16日—），東吳大學哲學系副教授，台灣推理小說作家，台灣推理作家協會成員，第2屆台灣推理作家協會徵文獎首獎得主。國立花蓮師範學院英語教學學士，中正大學哲學研究所碩士，紐西蘭奧克蘭大學哲學博士，研究領域是分析美學與藝術哲學，博士論文探討文藝作品的詮釋理論。

## 略歷
臺灣嘉義縣新港人，台灣新生代的代表性推理作家之一，恪守古典推理典範卻又時常有創新嘗試。林斯諺筆下的主角偵探為一年輕哲學教授──林若平，其探案故事佔去作者大部分的推理作品。林斯谚先生所特别推崇的是无犯罪推理。即将推理表现于日常的解谜而非一味地融入犯罪中。其很多作品都有这一特点或有这种倾向。也正是由于此，使得林先生的作品多有清新脱俗的美感。当然其本人亦不反对犯罪推理的写作模式。近來嘗試將哲學題材融入推理小說，同時也開發懸疑路線的寫作風格。

## 獲獎、入圍
- 2003年　《霧影莊殺人事件》獲第一屆人狼城推理文學獎（現台灣推理作家協會徵文獎）佳作（首獎從缺）
- 2004年　《羽球場的亡靈》獲第二屆人狼城推理文學獎首獎（被台灣輔大的學生改編拍成40分鐘左右同名電影，於2007年5月於台北誠品信義店放映）
- 2008年　獲第一屆推理小說評論獎解說潛力獎
- 2009年　《冰鏡莊殺人事件》入圍第一屆島田莊司推理小說獎決選
- 2011年　《無名之女》入圍第二屆島田莊司推理小說獎複選
- 2012年　《第五大道谋杀案》獲第一屆华文推理大奖二等獎
- 2013年　《馬雅任務》入圍第三屆島田莊司推理小說獎複選
- 2013年　〈夢澤居事件〉入圍金車推理小說獎複選

## 小說作品列表
單行本
- 2005年　《尼羅河魅影之謎》，小知堂文化
- 2006年　《雨夜莊謀殺案》，小知堂文化
- 2006年　《霧影莊殺人事件》（短篇集），明日工作室
  - 霧影莊殺人事件 （推理雑誌227期、2003年9月）
  - 羽球場的亡靈 （野葡萄文學誌14・15期、2004年）
- 2008年　《淚水狂魔》（中篇小說），明日工作室
- 2009年　《冰鏡莊殺人事件》，皇冠文化
- 2010年　《芭達雅血咒》，皇冠文化
- 2012年　《無名之女》，皇冠文化
- 2013年　《假面殺機》，要有光
- 2014年　《霧影莊殺人事件》（短篇集），要有光
  - 霧影莊殺人事件
  - 羽球場的亡靈
  - 暴力教室 （推理雑誌236期、2004年6月） - 改稿後題名「向日葵輓歌」
  - 銷凝之村 （推理雑誌218号、2002年12月） - 改稿後題名「霧林村的慘劇」
- 2014年　《馬雅任務》，要有光
- 2015年　《淚水狂魔》（完整長篇版），尖端
- 2015年　《雨夜送葬曲》（雨夜莊謀殺案再版），要有光
- 2016年  《冰刃方程式：偵探林若平的解法》（短篇集），尖端
  - 偷走你的心 （推理雑誌275期、2007年9月）
  - 最後一塊蛋糕
  - 五個愛
  - 冰之刃 （推理雑誌242期、2004年12月）
  - 舊愛殺機
- 2016年　《尼羅河魅影》（尼羅河魅影之謎修訂再版），要有光

- 2017年  《小熊逃走中：偵探林若平的苦惱》（短篇集），尖端
  - 聖誕夜奇蹟 - 『台灣推理作家協會傑作選1』、2008年3月：推理雑誌267期、2007年1月
  - 小熊今夜不回家
  - 鋼琴裡的愛情 （推理雑誌229期、2003年11月）
  - 影子的戀情
  - 偷吃蛋糕的熊寶寶

- 2017年  《床鬼》（短篇集），要有光
  - 床鬼 （推理雑誌256期、2006年2月）
  - 愛的交點 （推理雑誌254期、2005年12月）
  - 戀愛密碼 （推理雑誌231期、2004年1月）
  - 看不見的密室 （野葡萄文學誌22期、2005年）
  - 眼中的殺意
  - 死吻
  - 雙面謎情
  - 殘冬 （野葡萄文學誌7期、2004年）

- 2021年　《羽球場的亡靈》（完全修訂版），博識圖書
  - 霧影莊殺人事件
  - 羽球場的亡靈
  - 向日葵輓歌
  - 霧林村的慘劇

- 2021年　《雨夜送葬曲》（完全修訂版），要有光

- 2024年　《笛卡兒的惡魔》，博識圖書
  - 笛卡兒的惡魔
  - 夢澤居事件
  - 林若平的推理擂台
  - 第五大道謀殺案
  - 雨衣殺手
  - 櫻桃之夜

收錄於合集的作品
- 聖誕夜奇蹟 - 『台灣推理作家協會傑作選1』、2008年3月：推理雑誌267期、2007年1月
- 第五大道谋杀案 - 『推理者的游戏　第一届华文推理大奖赛典藏集（上卷）』、2013年1月、新星出版社

未集結短篇
- 寂寞地下城
- 致命偷香
- 仲夏夜之鬼

## 學術論文
1. 林斯諺（2020）。分析美學。華文哲學百科。URL=http://mephilosophy.ccu.edu.tw/entry.php?entry_name=分析美學
2. Lin, Szu-Yen. 2020. "The Unavailability of Authorial Intent." Theoria 86(5): 565-582.
3. Lin, Szu-Yen. 2020. "A Dilemma for Modest Actual Intentionalism." British Journal of Aesthetics 60(2): 165-181.
4. Lin, Szu-Yen. 2019. "Beardsley's Contextualism: Philosophical and Educational Significance." Journal of Aesthetic Education 53(1): 43-60.
5. Lin, Szu-Yen. 2018. "Art and Interpretation." Internet Encyclopedia of Philosophy.
6. Lin, Szu-Yen. 2018. "Interpretation and the Implied Author: A Descriptive Project." Southern Journal of Philosophy 56(1): 83-100.
7. Lin, Szu-Yen. 2018. "Beardsley and the Implied Author." Journal of Literary Theory 12(1):170-192
8. Lin, Szu-Yen. 2016. "Beardsley on Literature, Fiction, and Nonfiction." Journal of Aesthetics & Culture 8(1).
9. Chen, T. H. Cathy, Kai-Yuan Cheng, and Sih-Yan Lin (Szu-Yen Lin).  2009.“Can Email Be Evidence for Adultery in Criminal Law Cases?: A Philosophical and Legal Explication of the Court's Evaluation of Evidence through Inner Conviction.”International Journal of Cyber Society and Education 2: 1-19.

## 哲學普及文章
1. 〈作者已死：評論藝術作品，需要看作者臉色嗎？〉，沃草烙哲學
2. 〈藝術作品的七種名字〉，沃草烙哲學
3. 〈解讀藝術作品，為何需要考慮作者意圖？〉，沃草烙哲學
4. 〈畢卡索小心！別走錯棚了！論美感經驗與作品類別的關係〉，沃草烙哲學
5. 〈看不懂藝術品時，為何不該問作者？〉，沃草烙哲學
6. 〈連作者都不知道答案的國中會考考題？〉，沃草烙哲學
7. 〈演化論能解釋藝術嗎？〉，沃草烙哲學
8. 〈國外的月亮比較圓？《返校》熱潮的「倖存者偏差」〉，沃草烙哲學
9. 〈為什麼讀美學？〉，香港立場新聞
10. 〈簡明分析美學史：你所不知道的分析美學〉，香港立場新聞
11. 〈如何欣賞宗教藝術──以音樂為例〉，香港立場新聞
12. 〈分析詮釋學初探（上）〉，香港立場新聞
13. 〈分析詮釋學初探（下）〉，香港立場新聞
14. 〈藝術作品一定要追求美感嗎？〉，沃草烙哲學
15. 〈魔術的定義和魔術體驗〉，沃草烙哲學
16. 〈意圖謬誤：「作者已死」的另一種宣告〉，香港立場新聞
17. 〈分析美學的泰斗：門羅‧比爾茲利的一生傳奇〉，香港立場新聞
18. 〈政府是否該補助藝術？〉，鄭南榕基金會，自由之路 49期秋季號
19. 〈文學詮釋沒有唯一解，挖掘作品的好才是王道〉，沃草烙哲學
20. 〈文學風格是作者人格的表現？〉，沃草烙哲學
21. 〈淺談作者意圖的不可得性〉，香港立場新聞
22. 〈改編作品一定要忠於原著嗎？〉，沃草烙哲學

## 腳註
1. ↑  . web-ch.scu.edu.tw.   [2023-03-24]. （原始内容存档于2021-09-19）.

## 連結
- 林斯諺 Szu-Yen Lin - 林斯諺的粉絲俱樂部